# Mawei (köpinghuvudort i Kina, Shaanxi, lat 34,32, long 108,37)
Mawei (kinesiska: 马嵬, 马嵬镇) är en köpinghuvudort i Kina. Den ligger i provinsen Shaanxi, i den nordvästra delen av landet, omkring 49 kilometer väster om provinshuvudstaden Xi'an. Antalet invånare är 32 115. Befolkningen består av 15 622 kvinnor och 16 493 män. Barn under 15 år utgör 18,0 %, vuxna 15-64 år 72 %, och äldre över 65 år 8,0 %.
Runt Mawei är det ganska tätbefolkat, med 199 invånare per kvadratkilometer. Närmaste större samhälle är Wugong, 16,4 km väster om Mawei. Trakten runt Mawei består till största delen av jordbruksmark.
Genomsnittlig årsnederbörd är 668 millimeter. Den regnigaste månaden är september, med i genomsnitt 143 mm nederbörd, och den torraste är december, med 1 mm nederbörd.